# 훌렌 로페테기
훌렌 로페테기 아르고테(스페인어: Julen Lopetegui Argote, 1966년 8월 28일 ~ )는 은퇴한 스페인의 축구 선수이자 현 축구 지도자로 포지션은 골키퍼였으며 현재 카타르 축구 국가대표팀의 감독직을 맡고 있다.

## 선수 시절

### 클럽
레알 소시에다드 유소년팀에서 처음 축구를 시작하여 1983년에는 레알 소시에다드 산하 2군팀인 산세바스티안 CF와 입단 계약을 체결했고 1985년 레알 마드리드 산하 2군팀인 레알 마드리드 카스티야로 이적 후 1988년까지 2군에서만 리그 61경기를 소화했다.
그 뒤 1년간 UD 라스팔마스에서 임대 선수로 활동하다가 레알 마드리드로 복귀했지만 1군에서는 리그 1경기 출장에 머물렀고 결국 레알 마드리드를 떠나 1991년 CD 로그로녜스로 이적하여 1994년까지 팀의 주전 골키퍼로 맹활약하며 1991-92 시즌 코파 델 레이 8강 진출을 이끌어냈다.
그리고 1994년 FC 바르셀로나로 이적 후에는 주로 후보 골키퍼로 활동하며 스페인 슈퍼컵 2회 우승(1994, 1996)에 일조했고 이후 1997년 라요 바예카노로 이적하여 2002년까지 바예카노의 주전 골키퍼로 맹활약하며 팀의 1999-2000 라리가 승격을 이끈 후 세 시즌 동안 라리가에서 활동하다가 2001-02 시즌을 끝으로 그라운드를 떠났다.

### 국가대표팀
1994년 3월 23일 크로아티아와의 친선 경기에서 스페인 대표팀에서의 국제 A매치 첫 경기를 치렀고 같은 해 열린 1994년 FIFA 월드컵 본선 엔트리에 이름을 올렸으며 팀은 이 대회에서 8강 진출의 성과를 거두긴 했으나 정작 본인은 단 1경기도 출전 기회를 부여받지 못했다.

## 지도자 경력
2003년 스페인 U-17 대표팀 수석 코치로 본격적인 지도자 커리어를 시작하자마자 치러진 2003년 UEFA U-17 축구 선수권 대회에서 팀의 준우승에 기여한 뒤 2003년 자신의 선수 커리어 마지막팀인 라요 바예카노의 감독으로 선임되었지만 2003-04 시즌 성적 부진에 대한 책임으로 10경기만에 전격 경질되었다.
그 후 2006년 FIFA 월드컵에서 스페인 방송국의 해설자로 잠시 활동하다가 2008년 친정팀인 레알 마드리드 카스티야의 감독으로 2008-09 시즌을 역임했다.
이후 2010년부터 2014년까지 스페인 연령별 청소년 대표팀(U-19, U-20, U-21) 감독을 맡아 U-19 대표팀의 2012년 UEFA U-19 축구 선수권 대회 우승, U-21 대표팀의 2013년 UEFA U-21 축구 선수권 대회 우승 등을 만든 뒤 2014년 5월 6일 포르투갈 프리메이라리가의 명문 FC 포르투의 사령탑으로 선임되었다.
FC 포르투 감독 부임 이후 2014-15 리그 준우승, 2014-15 타사 다 리가 4강, 2014-15년 UEFA 챔피언스리그 8강 등을 이끌었으나 이적시장에서의 충분한 지원에도 불구하고 결국 무관에 그치면서 2015-16 시즌이 진행 중이던 2016년 1월 포르투 감독직에서 경질되었다.
포르투 감독직에서 경질된 후 6개월이 지난 같은 해 7월 스페인 성인대표팀의 사령탑으로 부임하여 2018년 FIFA 월드컵 유럽 지역 예선 G조 10경기 9승 1무의 압도적인 성적으로 스페인의 11회 연속이자 통산 15번째 월드컵 본선 진출을 이끌었고 월드컵 개막 1달 전 스페인 대표팀과도 연장 계약했지만 연장 계약 3주 후 친정팀인 레알 마드리드와의 물밑 협상 후 계약을 일방적으로 통보한 사실이 알려지면서 월드컵 개막을 하루 앞둔 2018년 6월 13일 스페인 축구 협회로부터 스페인 대표팀 감독 경질 통보를 받았으며 후임 감독으로 페르난도 이에로 레알 오비에도 감독이 선임되었다.
이후 2018-19 시즌 레알 마드리드의 감독으로 활동했지만 내내 실망스러운 경기 운영과 이에 따른 성적 부진으로 팬들로부터 비난과 질타를 받았고 결국 같은 해 10월 29일 4개월만에 레알 마드리드 감독직에서도 경질되는 수모를 당했다.
그로부터 8개월 후인 2019년 6월 4일 세비야 FC의 감독으로 취임한 이후 4시즌반동안 역임하며 3시즌 연속 리그 4위(2019-20, 2020-21, 2021-22), 2020-21 코파 델 레이 4강 등을 이끌었고 또한 2019-20년 UEFA 유로파리그에서도 AS 로마, 울버햄프턴 원더러스, 맨체스터 유나이티드, 인테르 밀란 등을 차례대로 꺾고 세비야의 유로파리그 통산 6번째 우승컵을 안기면서 클럽팀 감독 커리어 첫 우승을 만들었을 뿐만 아니라 스페인 감독으로는 역대 10번째 유로파리그 우승 감독이 되는 영예를 안았다.
그리고 2022년 7월 16일 수원월드컵경기장에서 개최된 손흥민의 소속팀인 잉글랜드 프리미어리그 토트넘 홋스퍼와의 쿠팡플레이 시리즈 친선 2차전 경기를 위해 방한했고 이 경기에서 1-1 무승부를 기록했다.
그 후 같은 해 11월 5일 황희찬의 소속팀이자 세비야 감독 시절 2019-20년 유로파리그 8강 상대였던 잉글랜드 프리미어리그 울버햄프턴 원더러스의 감독으로 전격 부임하여 프리미어리그 2022-23 시즌에서 강등권 위기에 놓인 울버햄프턴을 리그 13위로 끌어올리며 프리미어리그 잔류를 이끌어냈으나 2023년 8월 8일 상호 합의 하에 계약 해지하며 울버햄프턴과 1시즌만에 결별하였다.